# Домницкий, Иван Филиппович
Иван Филиппович Домницкий — советский металлург, лауреат Сталинской премии (1947).

## Биография
Родился в 1903 году. Член КПСС с 1932 года.
С 1920-х гг. после окончания института работал в Кузнецкстрое, с 1931 г. начальник участка.
В начале 1940-х гг. главный инженер Мундыбашской аглофабрики, входившей в состав КМК.
В 1942—1947 гг. зам. начальника доменного цеха Кузнецкого металлургического комбината.
За выполнение оборонных заказов награждён орденами «Знак Почета» (10.04.1943), Красной Звезды (31.03.1945) и Отечественной войны II степени (13.09.1945).
В 1946 году впервые в мировой практике при помощи монтажного копра был произведен капитальный ремонт доменной печи № 1.. Реконструкция была проведена в рекордно короткий срок — за 75 суток. Авторы проекта — Р. В. Белан, Б. Н. Жеребин, И. Ф. Домницкий, И. С. Люленков, Б. С. Березкин, Г. Е. Казарновский, Г. Ф. Рыбочкин и его ведущие исполнители удостоены Сталинской премии — за разработку и внедрение скоростного метода реконструкции доменных печей.
В 1947—1948 гг. директор ОХМК (Орско-Халиловского металлургического комбината).
С 1948 г. зам. директора КМК по капитальному строительству. В 1953 г. сменил Бориса Николаевича Жеребина в должности начальника доменного цеха.
В 1956 году или умер, или вышел на пенсию.

## Сочинения
- Чернов , Н. Н. и Домницкий , И. Ф. Управление газовым потоком в доменной печи . Сталь , 1956 , No 5 , с . 402—408 .
- Чернов , Н. Н. , Домницкий , И. Ф. и Манченко , Г. С. Изучение изменения статического давления по высоте доменной печи и измерение температуры в горне . Известия Акад . наук СССР . Отд — ние техн . наук , 1955 , 4 , с . 63-72 .